# Arnulf Bavorský

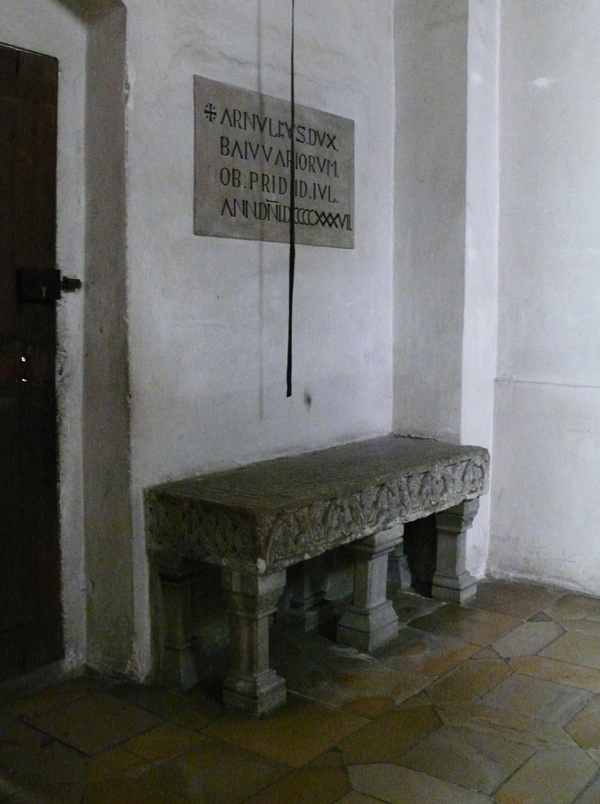
Náhrobní deska Arnulfa Bavorského (klášter sv. Jimrama v Řezně)

Arnulf Bavorský zvaný Zlý (9. století – 14. července 937, Řezno, Východofranská říše) byl markrabětem (907–911) a později vévodou (911–914 a 919–937) bavorským, vládcem Karantánie (Korutan), spojené s Bavorským vevodstvím, a východofranským vzdorokrálem (919–921).

## Biografie
Arnulf pocházel z rodu Luitpoldovců, jeho otec bavorský markrabě Luitpold padl roku 907 u Bratislavy v bitvě s Maďary. Luitpoldovým nástupcem v Bavorsku se stal Arnulf. „Získal-li vévodství právem nástupnickým či volbou bavorského národa, tj. předních velmožů, není zcela bezpečně zjištěno,“ napsal Václav Chaloupecký do Dějin lidstva. „Nebezpečí maďarské vynucovalo si zajisté zcela mimořádných opatření.“ 
Jako bavorský markrabě a později vévoda si Arnulf počítal v říši značně samostatně. Dosáhl několika vítězství nad Maďary (909, 910, 913), a posílil tak východní hranice Bavorska na řece Innu. Zároveň rostla Arnulfova moc a prestiž v říši. Aby zajistil svým bojovníkům prostředky k obživě a zároveň si získal jejich věrnost, sekularizoval vévoda část bavorských církevních statků v jejich prospěch. Tím si ovšem znepřátelil bavorské preláty, kteří se obrátili o pomoc na krále.
Po vymření vládnoucí východofranské dynastie Karlovců roku 911 se postavil za volbu franckého vévody Konráda, který se následně oženil s Arnulfovou ovdovělou matkou Kunhutou, jež rovněž pocházela ze švábského vévodského rodu Alaholfingů. Brzy se však dostal s králem do konfliktu a připojil se k všeobecnému odboji proti němu, který Konrád nedokázal zdolat. Přesto byl Arnulf v Bavorsku sesazen a nahrazen Konrádovým bratrem Bertoldem. Po Konrádově smrti se roku 919 znovu ujal postu bavorského vévody. Zároveň se prohlásil se souhlasem bavorských velmožů východofranským králem, přestože si ostatní šlechta zvolila saského vévodu Jindřicha Ptáčníka. Zajímavé je, že tentokrát se na Arnulfovu stranu postavili i bavorští biskupové.
Roku 921 uspořádal Jindřich I. proti svému konkurentovi tažení, které skončilo nikoliv válečným konfliktem, nýbrž smírem. Arnulf se královské hodnosti vzdal a řezenskou smlouvou uznal Jindřicha I., který ho potvrdil ve funkci bavorského vévody a dopřál mu značnou samostatnost. Vévoda měl například právo investitury biskupů a významných opatů a vedl samostatnou zahraniční politiku. Snažil se získat italskou královskou korunu, o kterou neměl Jindřich zájem. Nakonec se mu roku 934 podařilo prosadit volbu syna Eberharda, nicméně bavorská vojenská výprava do Lombardie skončila naprostým fiaskem. Zemřel roku 937 a byl pohřben v klášteře sv. Jimrama v Řezně.
Arnulf se snažil zasahovat také do poměrů v českém knížectví. Zdá se však, že Čechy se uvolnily ze svrchovanosti říše, odklonily se od bavorského vévody a uzavřely za vlády knížete Václava spojenectví se saským Jindřichem, jak dosvědčuje saský kronikář Widukind i autor Kristinánovy legendy. Zachována zůstala pouze církevní závislost na řezenské diecézi.